# Cimetière militaire britannique d'Ovillers
Le Cimetière militaire britannique d'Ovillers (Ovillers military cemetery) est un cimetière militaire de la Première Guerre mondiale, situé sur le territoire de la commune d'Ovillers-la-Boisselle, dans le département de la Somme, au nord-est d'Amiens.

## Histoire
Cette nécropole a été construite dans le no man's land entre les lignes britanniques et allemandes telles qu'elles étaient au matin du 1er juillet 1916, jour du déclenchement de la bataille de la Somme. Un premier cimetière fut créé dès le début de la bataille. Après le 11 novembre 1918, furent rassemblées là les dépouilles de soldats de l'armée britannique exhumés de cimetières des environs. La plupart des soldats inhumés sont morts en 1916 et 1918.
Le 1er juillet 2000, fut inhumé dans ce cimetière, la dépouille de George J. Nugent, soldat britannique, disparu au cours de la bataille de la Somme et dont la corps fut retrouvé, le 31 octobre 1998, tout près du trou de mine de La Boisselle

## Caractéristiques
Le cimetière militaire d'Ovillers compte 3 559 sépultures dont 3 268 Britanniques, 120 Français, 95 Canadiens, 57 Australiens, 6 Néo-Zélandais tombés sur le champ de bataille des environs. Parmi eux 2 477 n'ont pu être identifiés. C'est l'un des plus importants cimetières britanniques du département de la Somme pour le nombre de soldats inhumés.

### Sépultures
| Pays             | Sépultures |
| ---------------- | ---------- |
| Royaume-Uni      | 3268       |
| Canada           | 95         |
| Nouvelle-Zélande | 6          |
| France           | 120        |
| Total            | 3589       |

### Galerie

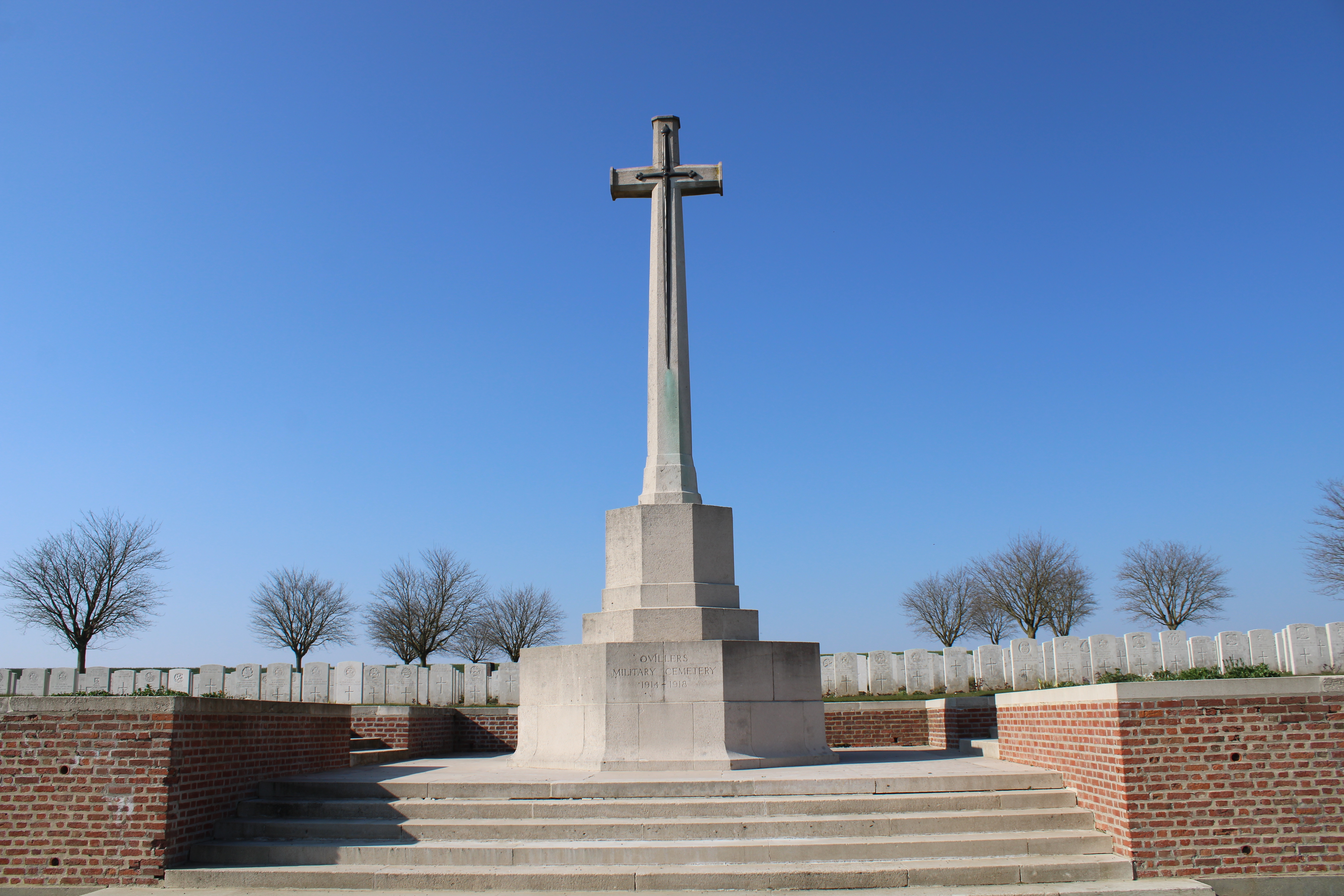
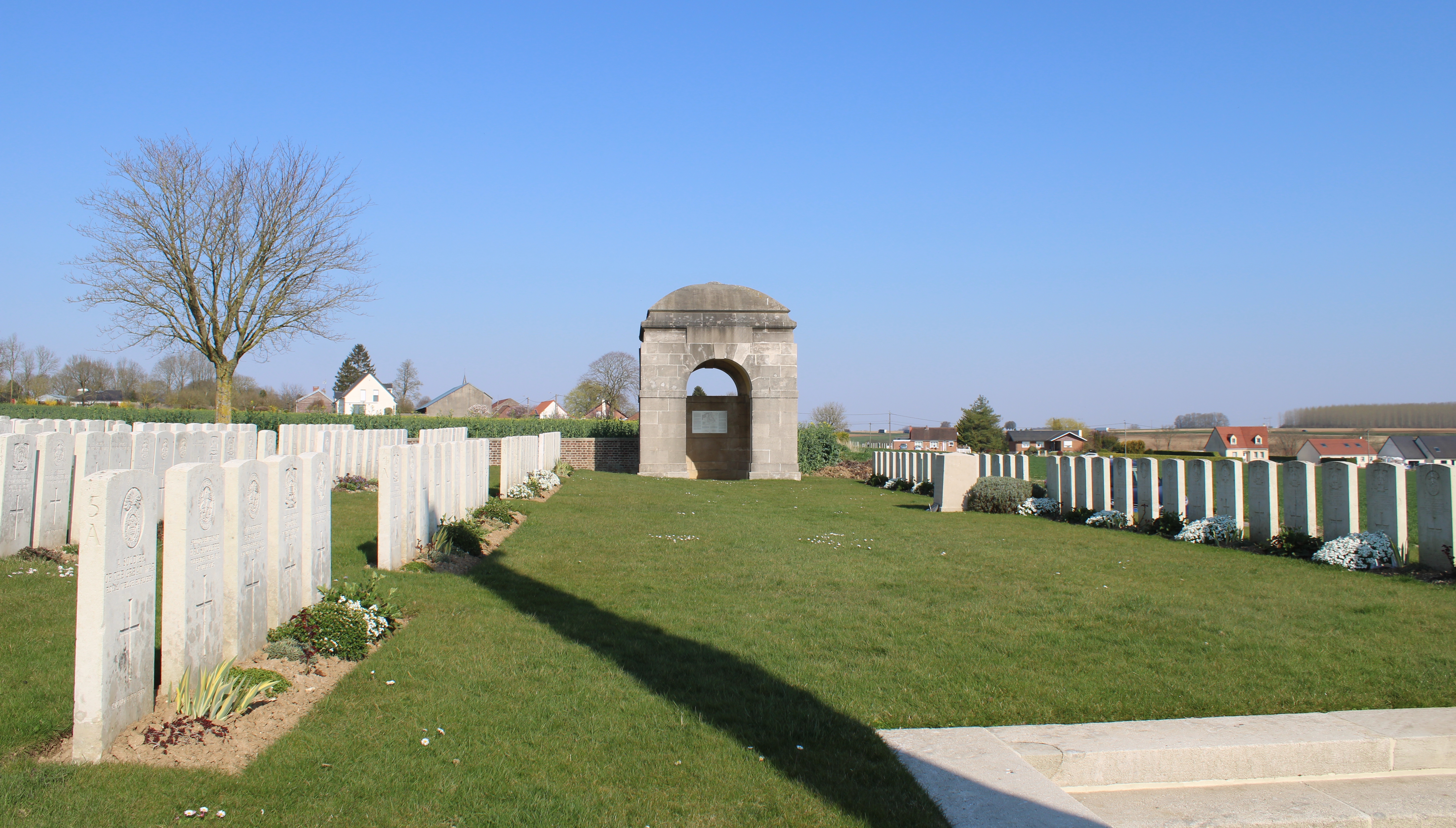
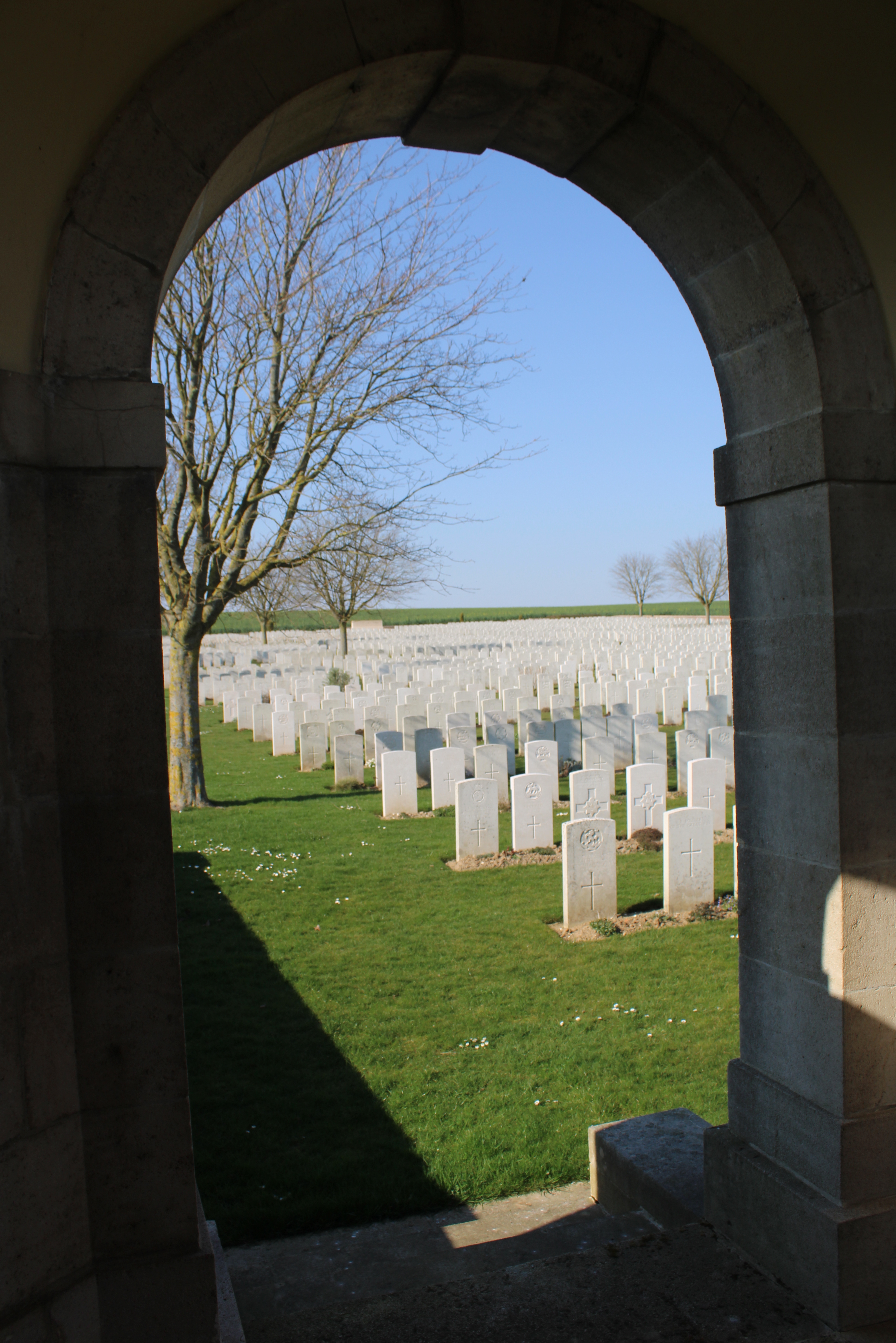
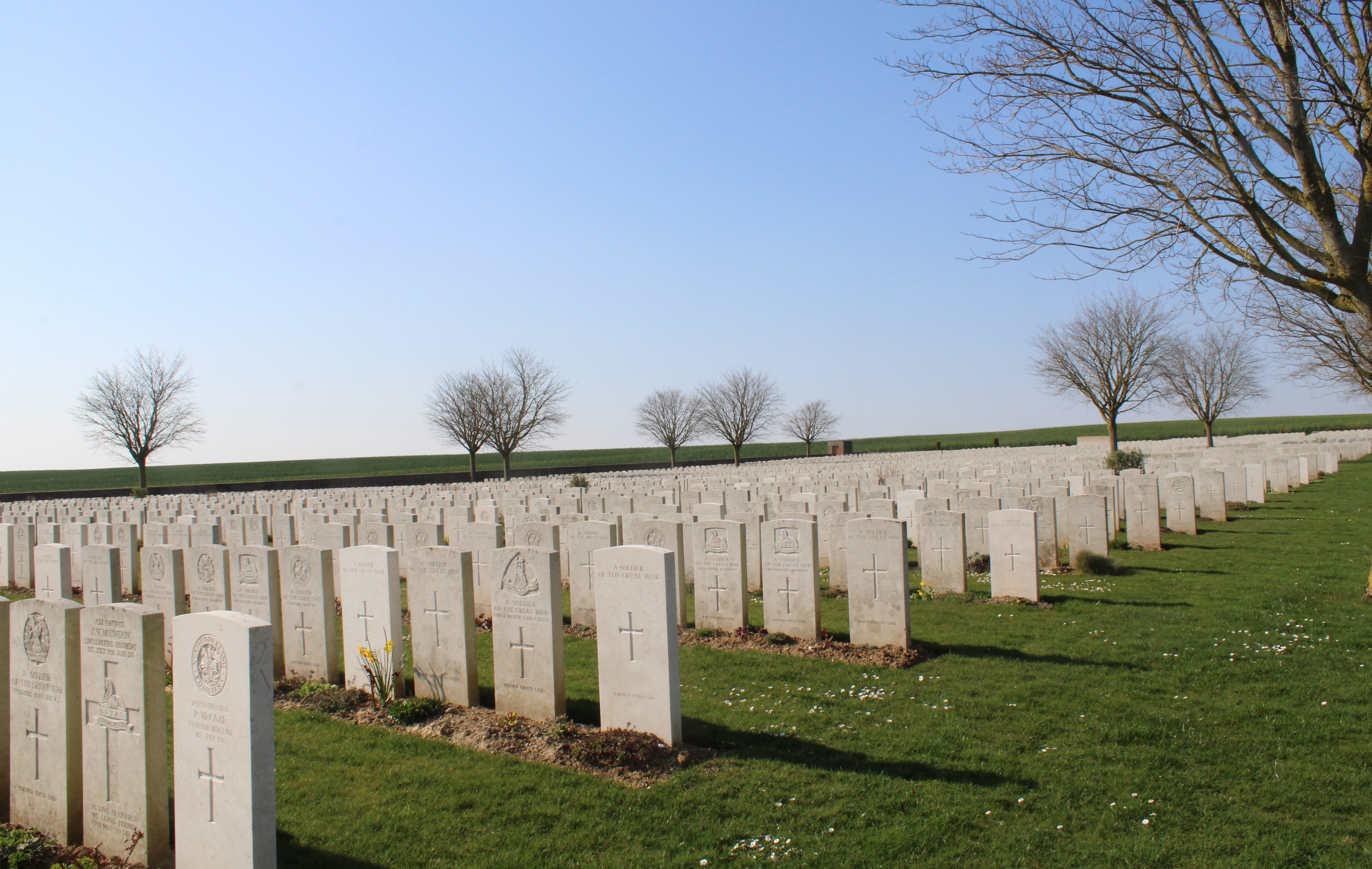
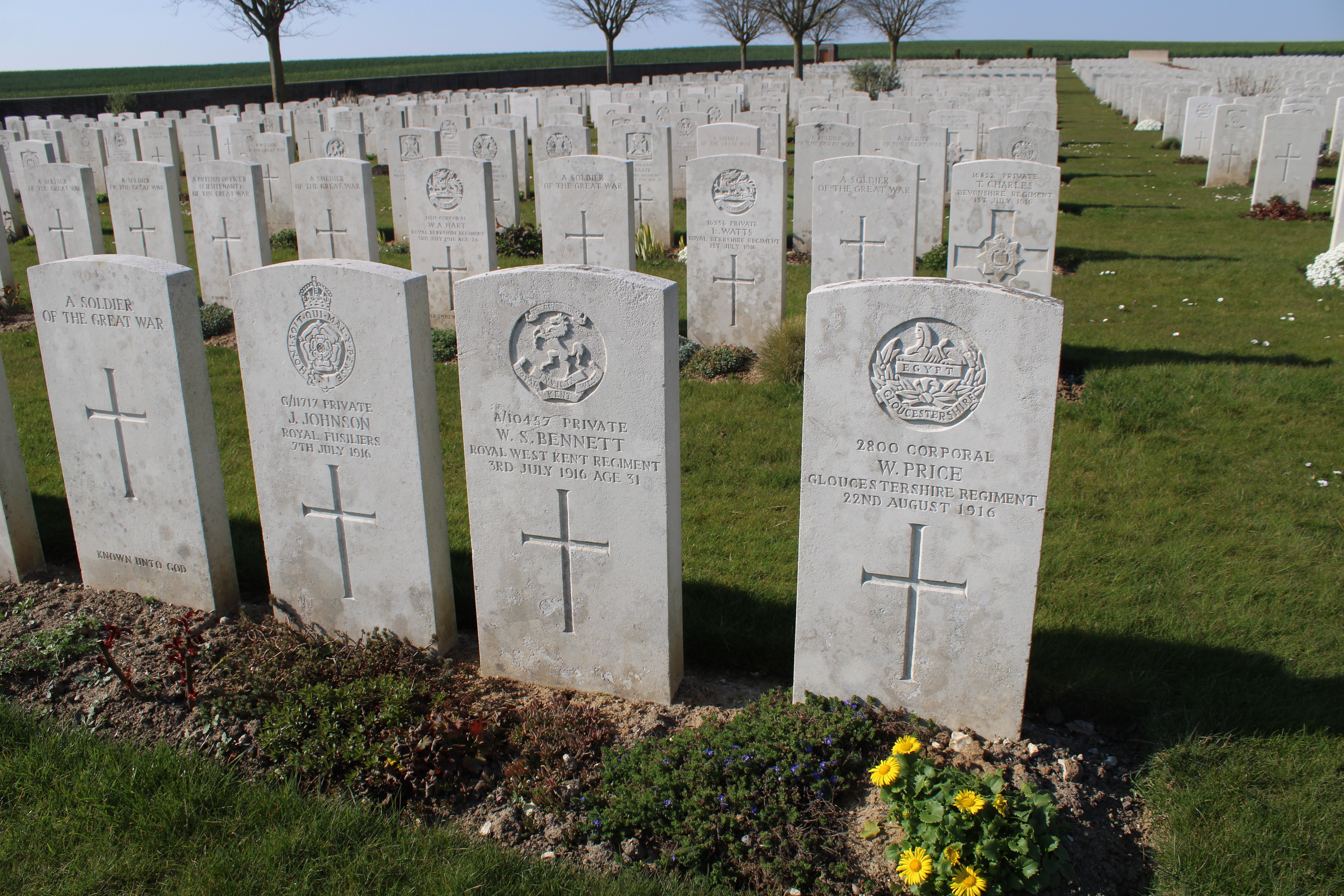
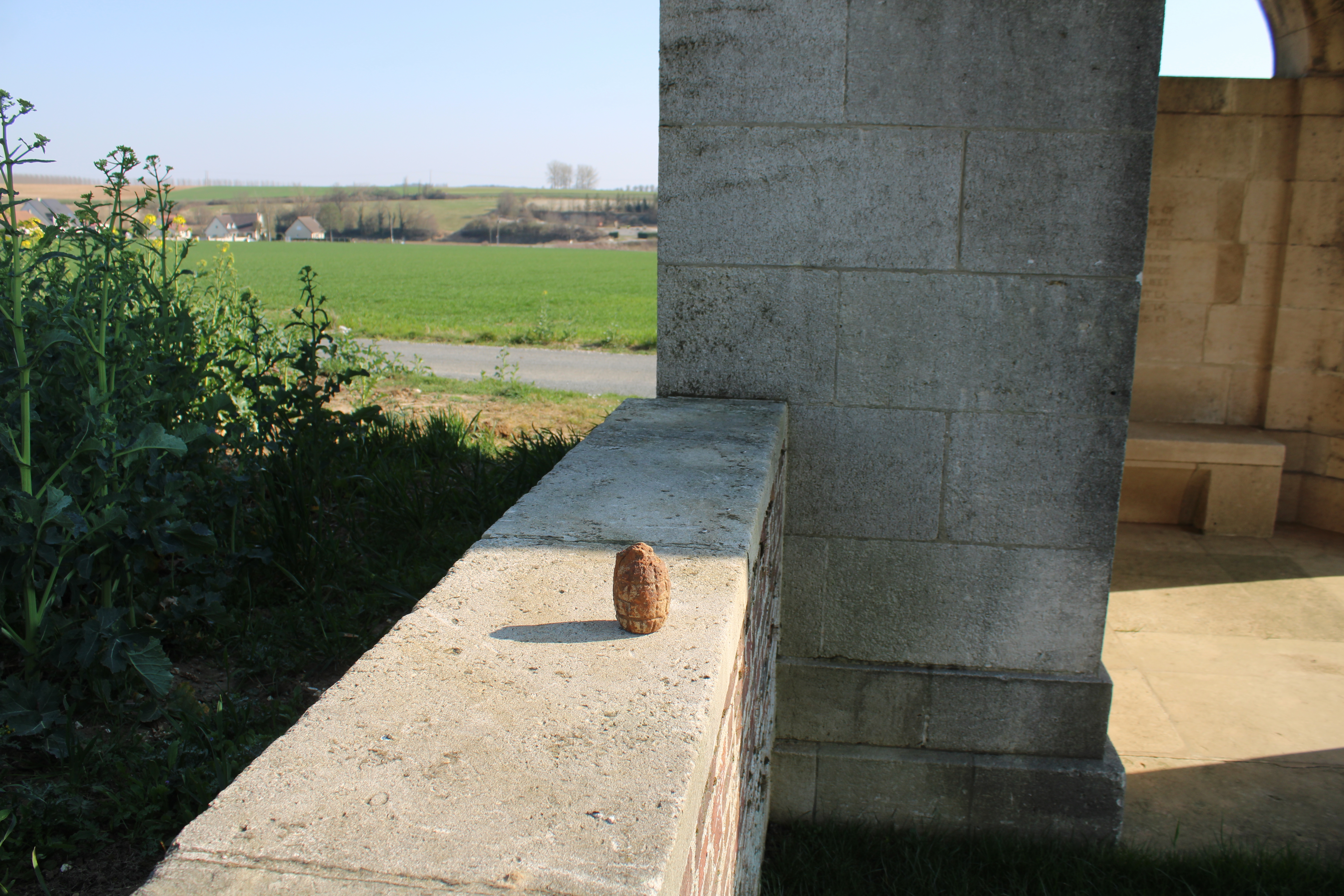
Grenade trouvée aux abords du cimetière le 23 mars 2022.